# 临时越南国家政府
越南第三共和国（缩写DTVNCH），其政府称谓临时越南国家政府，或译作越南国家临时政府（越南语：／）是一个总部位于美国加州橙县阿纳海姆的流亡政府。立場与“自由越南临时政府”相似。

## 历史
“临时越南国家政府”前身是“新民主”组织。最初由从越南共和国（南越）流亡的军人和平民于1990年10月21日在美国组建，1991年2月16日正式宣告成立，前军官陶明君（Đào Minh Quân）被三代越南移民的代表选举出任该流亡政府的“总理”。“临时越南国家政府”使用原先南越的国家标志，包括原南越国旗黄底三线旗和国歌《呼喚公民》。
2018年11月，总理陶明君再次被选举成为新宣称的“越南第三共和国”（Đệ Tam Việt Nam Cộng Hòa）的总统。就职典礼在位于阿德兰托的基地和希尔顿酒店举办，参与者来自多个国家，包括澳大利亚和越南。一些美国政府官员在典礼上发表演讲表示希望新总统能够与美国紧密合作。

## 活动
2018年1月，越南公安部将该组织列为恐怖组织。
越南公安部称，2017年4月8日，该组织成员在越南南部同奈省边和市公安局的交通违规车辆保管场所投掷汽油弹，导致320辆车被烧毁；同年4月22日，该组织企图在胡志明市新山一国际机场安放汽油弹，并企图对部分政府机关和工厂实施纵火，但行动计划被越南有关部门及时破获并阻止。相关人员被指控“发起恐怖活动推翻人民政府”，被处以最高16年的徒刑。
越南媒体外，很少有人将该组织以恐怖主义相联系。美国驻越大使在河内表示美国国务院从未将越南第三共和国列为恐怖组织。

## 政治主张
该组织主张在越南实行自由选举，主张自由市场和公平贸易，同时主张对越南共产党进行清算，最终目标是重建越南共和国。
陶明君在对加州法院的信函中表示：

尊敬的法官：
我，署名人，陶明君先生，越南裔，美国公民和具有象征意义的自由世界的公民。我作为由民众投票产生的临时越南国家政府的总理，包括从18到60岁的三代人。该流亡政府是于1990年10月21日在美国成立的。
出于所有应有的尊重，代表我所代表的人民，我将向法院发起请求调查自从胡志明在我们祖国越南的土地上发起共产主义统治以来由中国和越南共产党人造成的种族灭绝、酷刑、迫害、恐怖、屠杀等战争罪行。在ICC国际法庭与美国的法律的保护之下，我们指称的这些罪行包含了自从1930年代的所有犯罪行为，而且延续至今。这些罪行必须接受审判，并在法律条款到完整适用范围之下诉讼。它们必须通过公开审理被公众所听到，并且审判程序将由我的代理律师辩护而无需我本人出庭的情况下主导。